# Vladimir Golovanov
Vladimir Semёnovič Golovanov (in russo Владимир Семёнович Голованов?; Batamay, 29 novembre 1938 – Chabarovsk, 2 agosto 2003) è stato un sollevatore sovietico campione olimpico, mondiale ed europeo che ha gareggiato nelle categorie dei pesi medio-massimi (fino a 90 kg.) e dei pesi massimi (fino a 110 kg.).

## Biografia
Vladimir Golovanov iniziò a sollevare pesi mentre serviva per l'Esercito sovietico e salì alla ribalta della categoria dei pesi medio-massimi nel 1964, vincendo il titolo nazionale sovietico e partecipando, pertanto, ai successivi Campionati europei di Mosca, dove vinse la medaglia d'oro con 480 kg. nel totale di tre prove, davanti all'ungherese Árpád Nemessányi (450 kg.) e al polacco Marek Gołąb (440 kg.).
Nello stesso anno prese parte alle Olimpiadi di Tokyo 1964, affermandosi come il più forte sollevatore della sua categoria, conquistando la medaglia d'oro con 487,5 kg. nel totale, battendo il britannico Louis Martin (475 kg.), campione del mondo in carica, e il polacco Ireneusz Paliński (467,5 kg.). In quell'anno la competizione olimpica di sollevamento pesi era valida anche come campionato mondiale.
Nel 1965, tuttavia, Golovanov non riuscì ad andare oltre la medaglia d'argento ai campionati mondiali di Teheran con 480 kg. nel totale, battuto da Louis Martin (487,5 kg.).
Dopo questi Mondiali Golovanov subì un serio infortunio che lo tenne lontano dalle pedane per circa tre anni, ritornando a essere competitivo nel 1969, quando vinse il titolo nazionale sovietico nei pesi massimi, non riuscendo però più ad affermarsi a livello internazionale.
Si ritirò nel 1973, diventando allenatore di sollevamento pesi a Chabarovsk e, in seguito, dirigente sportivo e direttore di una scuola dello sport.